# Svenska mästerskapen i dressyr 1954
Svenska mästerskapen i dressyr 1954 avgjordes i Göteborg. Tävlingen var den 4:e upplagan av Svenska mästerskapen i dressyr.

## Resultat
| Placering | Ryttare           | Häst   |
| --------- | ----------------- | ------ |
| 1         | Gehnäll Persson   | Knaust |
| 2         | Anders Gernandt   | Epsom  |
| 3         | Carin Laurin-Rose | Marie  |